# Château d'If
Pour les articles homonymes, voir Île du Château et If.
Le château d'If est une forteresse française édifiée sur les ordres du roi François Ier, entre 1529 et 1531 sur l'îlot d'If de l'archipel du Frioul, proche des îles Pomègues et Ratonneau au centre de la rade de Marseille.
C'est une construction de forme carrée de trois étages mesurant 28 mètres de côté, flanquée de trois tours d'angle casematées, percées de larges embrasures. Le reste de l'île, dont la dimension est de seulement 3 hectares, est fortement défendu par une enceinte périphérique bastionnée, avec des plates-formes d'artillerie surmontant les falaises.
Fort de l'ère moderne, il est un chef-d'œuvre de l'architecture militaire alors que s'opère la transition entre la fortification médiévale et la fortification bastionnée conçue pour répondre aux impératifs de l'artillerie de marine. Il a essentiellement servi de prison pendant ses 400 ans d'utilisation officielle. Alexandre Dumas rend l'édifice célèbre en y faisant séjourner ses personnages  Edmond Dantès et l'abbé Faria, dont l'histoire est relatée dans Le Comte de Monte-Cristo. Il est l'un des sites les plus visités de la ville de Marseille et a été classé monument historique le 7 juillet 1926. 
Le Centre des monuments nationaux ouvre le site au public tout en l’entretenant.
L'île d'If est intégrée depuis 2012 au parc national des Calanques.

## Site

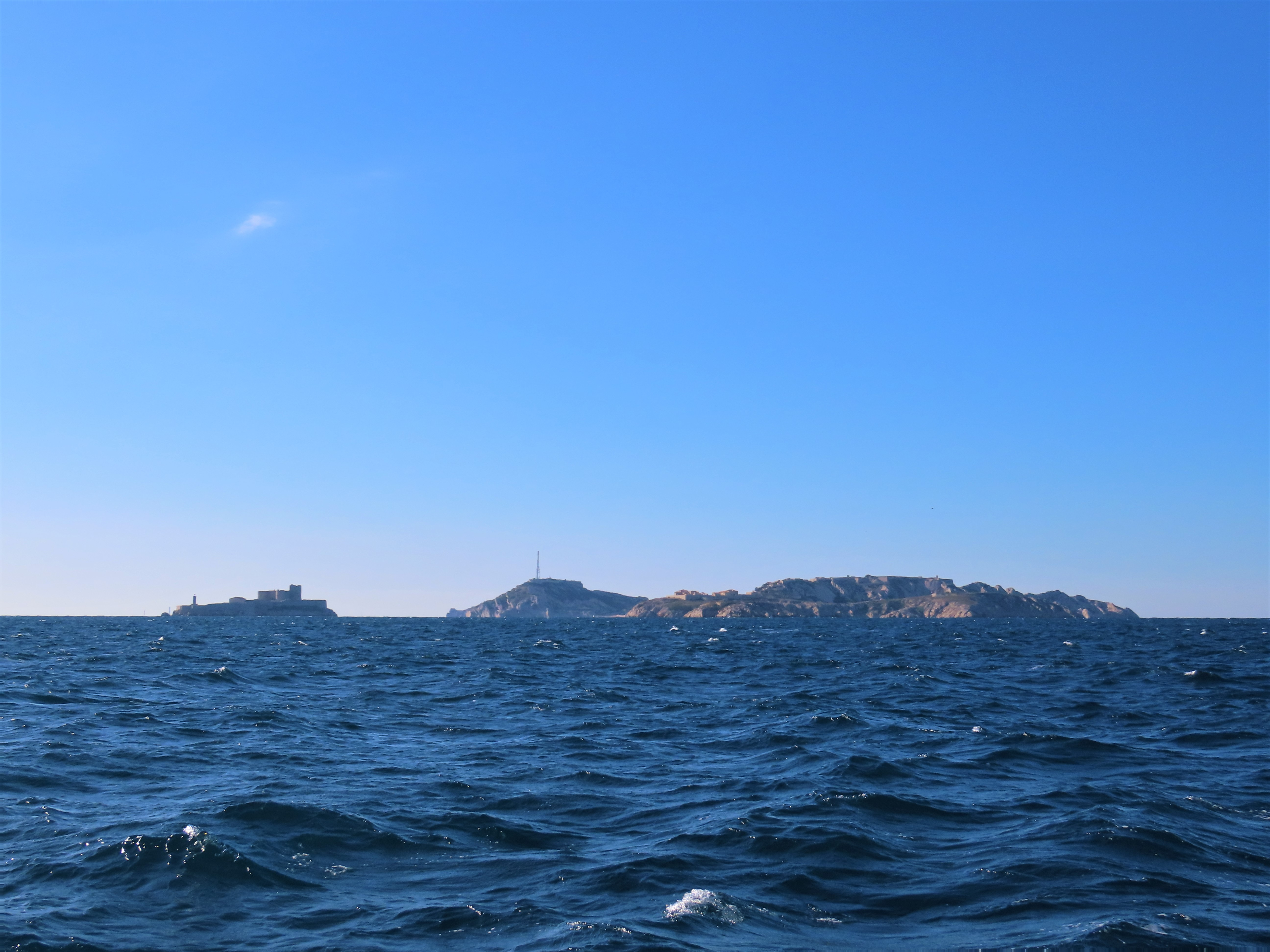
Les îles du Frioul depuis le nord-est dans la rade de Marseille.

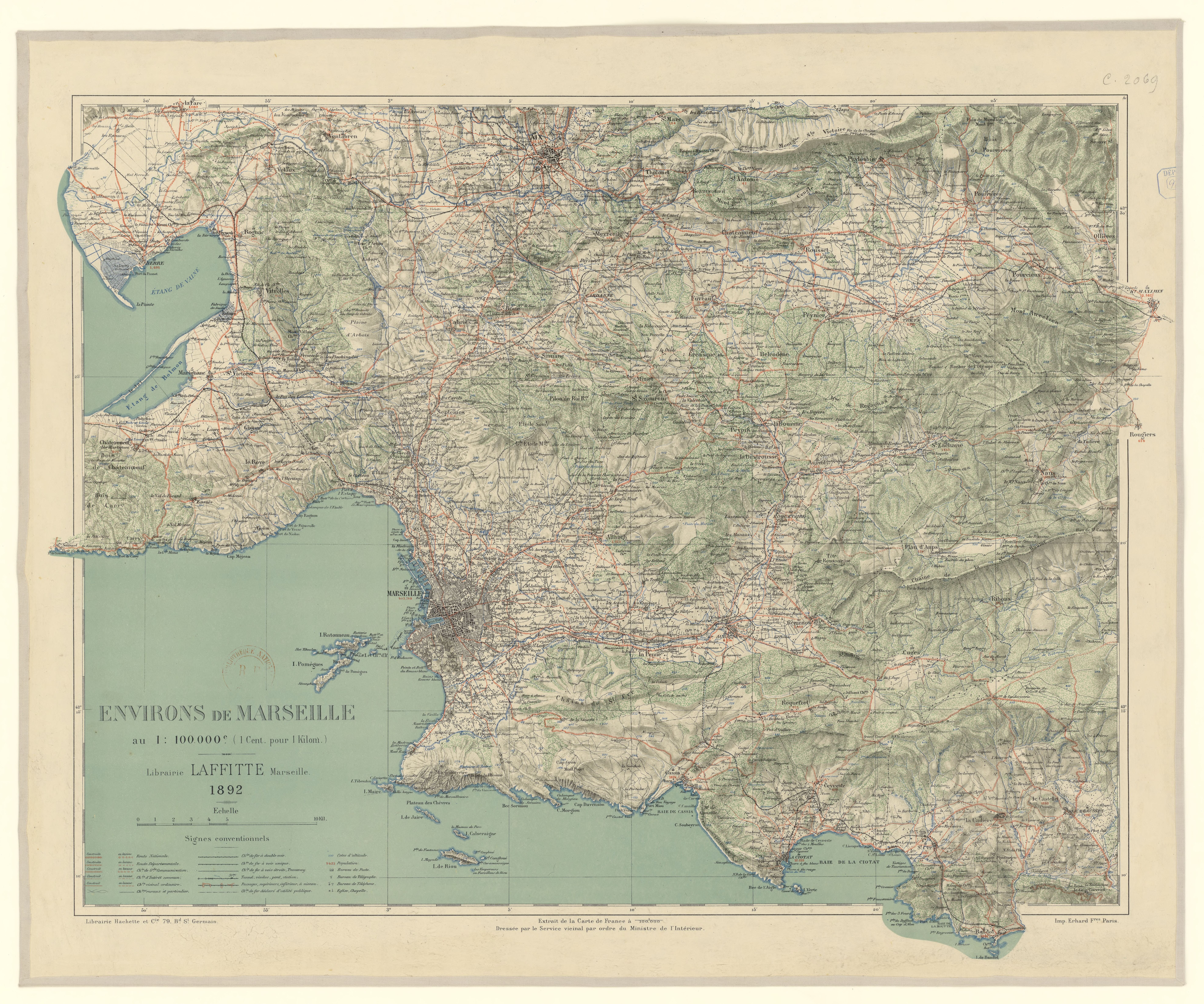
Le seul accès à la rade de Marseille est la passe du Frioul.

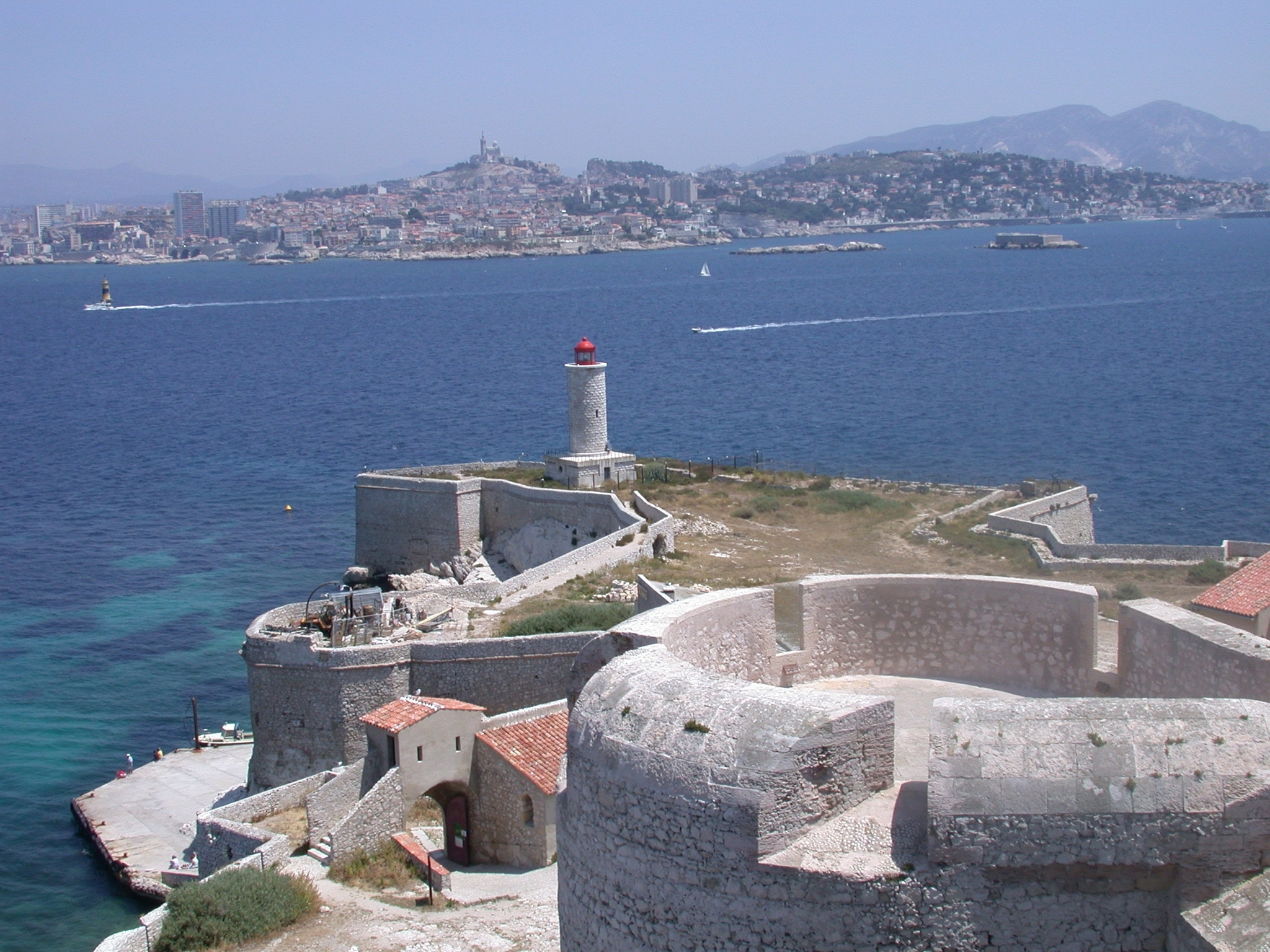
Panorama Nord-Est, vue sur la rade de Marseille. Au premier plan, la tour Saint-Jaume, au second plan la porte florentine, la carrière et le phare.

Le château est implanté sur une des îles de l'archipel du Frioul, qui est constitué de quatre îles. L'ensemble atteint 200 hectares, situé environ à 4 km au large de Marseille.
L'îlot d'If se trouve à l'Est des deux îles principales, l'île de Pomègues et celle de Ratonneau. Il est le plus proche de la ville.
La quatrième est l’îlot de Tiboulen du Frioul (côte Ouest).
Ces îles, du fait de leur position stratégique en rade de Marseille, en ont constitué depuis longtemps les défenses avancées sur la mer. Sur chaque éminence était édifié un fort militaire, et batteries, tranchées, postes d'observations.
Dès Henri IV, un fort très important couronnait l'île Ratonneau, actuellement totalement enfoui sous les reconstructions successives. Puis ce fut l'île d'If qui fut fortifiée au XVIe siècle.

### Toponymie
Le nom d’« If » ne vient pas de la présence d'ifs (Taxus baccata).
Dans son Trésor du Félibrige, Frédéric Mistral signale le Castèu d'I comme l'évolution en provençal du bas latin « Iphium », lui même dérivé du grec « Hypea » signifiant « île inférieure »,. L'étymologie reste toutefois obscure, la cartographie médiévale parlant de « Izeta » puis « Idea », « Id » ou « It ». C'est cette dernière forme qui est retenue dans la norme classique du provençal qui désignerait un rocher, un écueil,.
La forme la plus ancienne est Izet en 1442 [ile che a nome Izet, Uzzano, Pratica della mercatura scitta da C. di Antonio de Uzzano nel 1442 (Della Decima e di varie altre gravezze importa dal comune de Firenze, t. IV, 1765, in-8°). Valbelle, Histoire journalière, II, 306, parle en 1536 de la fortalesso d'It.

### Espace naturel
Sur le plan géologique, l'archipel est semblable aux calanques de Marseille et aux collines de la Nerthe (L'Estaque dans le massif homonyme) : il présente de petites falaises de calcaire blanc (urgonien) stratifié tombant dans la mer. Mais au Frioul, ce paysage a été profondément remanié par l'humain. Au point que sur l'îlot, le château et ses remparts occupent l'intégralité de sa surface.
L'îlot abrite près de 400 espèces végétales. La faune est particulièrement représentée par l'avifaune, surtout des oiseaux de mer (goéland leucophée en majorité) et d'autres, la plupart protégés (Martinet pâle, Aigle de Bonelli…). Deux petits reptiles, le lézard sicilien (espèce sans doute introduite depuis la fin du XVIe siècle lors de l'occupation florentine de l'île) le phyllodactyle d'Europe (gecko nocturne exclusivement insulaire sur le littoral de Provence et qui niche dans les joints des murailles et remparts) peuvent y être observés.
L'archipel est très sec, car il y pleut moins qu'à Marseille. Le faible relief de ces îles et leur étendue déchiquetée expliquent cette pluviométrie déficitaire. Combinée aux vents souvent violents qui peuvent y souffler, cette situation ne permet qu'une végétation rabougrie. Sur l'îlot d'If, il n'y a que quelques arbres (pins d'Alep, figuier sauvage) et une végétation arbustive (lentisques et plantes halophiles).

### Un rhinocéros avant le château
C'est sur l'îlot d'If que fait escale, selon les historiens de Provence, le 23 janvier 1516, la nef portugaise qui convoie de Lisbonne à Rome le célèbre rhinocéros indien que Manuel Ier de Portugal offrait au pape Léon X. Cet animal avait été envoyé comme cadeau diplomatique au roi du Portugal par Muzaffar Shah II, sultan du Cambay (Gujarat moderne). Cet animal était en effet le premier rhinocéros visible en Europe depuis l'an 248Modèle:Refsour.
François Ier, qui est en pèlerinage à Saint-Maximin-La-Sainte-Baume, fait le déplacement avec sa cour pour venir voir le mammifère exotique. Le « 24 janvier 1516 », il débarque sur l'île inhabitée vouée au seul pacage des chèvres. Après quelques semaines d'escale, la bête reprend son voyage, mais le navire fait naufrage dans le golfe de Gênes. Le pape reçoit bien le rhinocéros, mais celui-ci a été empaillé, après la découverte de son cadavre à la suite du naufrage. C'est à l'occasion de ce voyage de François Ier que le souverain se rend compte que la côte marseillaise est mal défendue.

## Le château de défense côtière

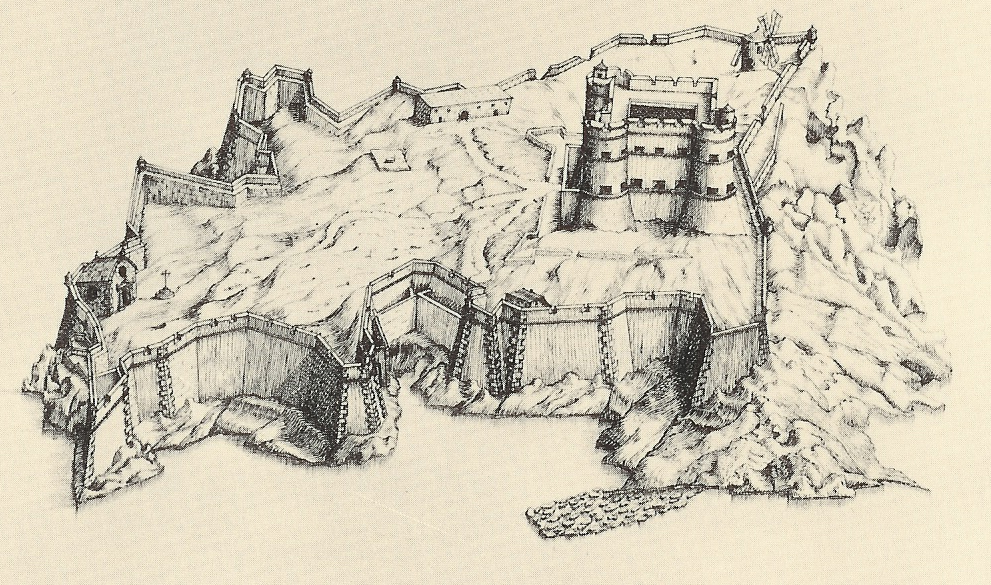
Dessin du château d'If en 1641, montrant le moulin à vent construit au sud-ouest et la chapelle construite en 1573 sur la pointe orientale.

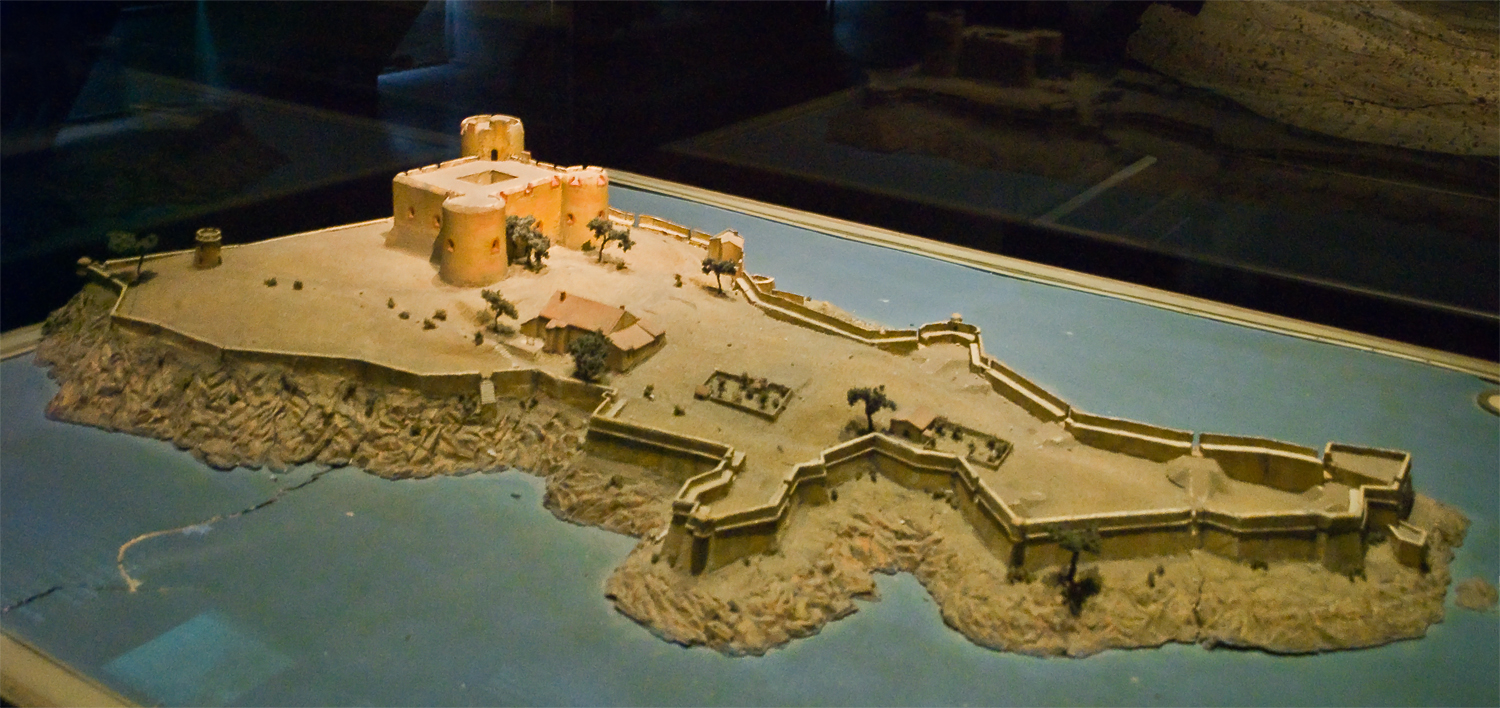
Plan-relief de 1681 du château d'If (musée des Plans-reliefs, Paris).

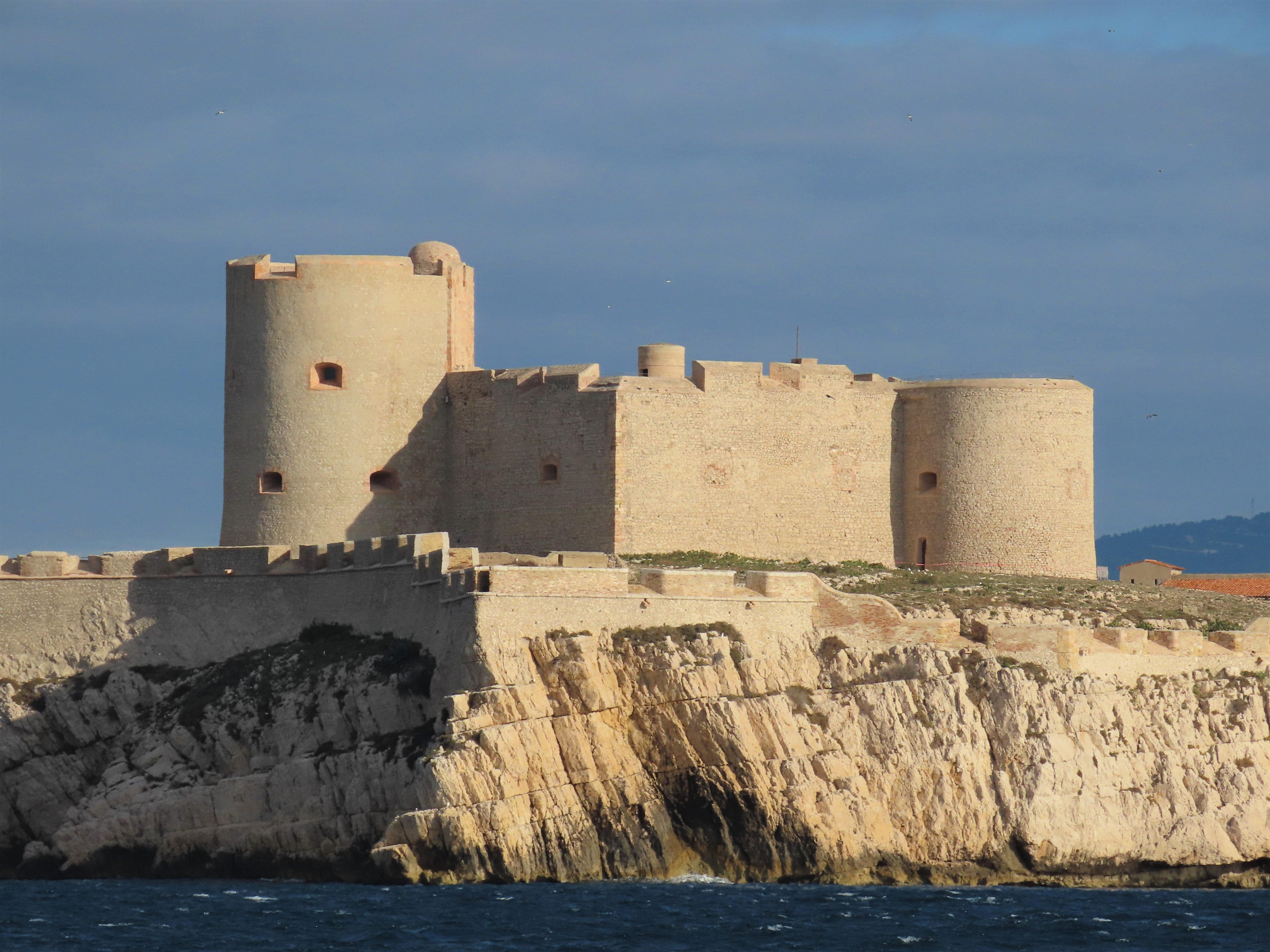
La présence des embrasures à la française s'observe à chaque étage de la tour Saint-Christophe.

### Construction
Le château d'If est la première forteresse royale de Marseille, édifiée après le siège de Marseille par les Espagnols en septembre 1524. La seconde est le fort Notre-Dame construit après 1536 toujours sur l'ordre de François Ier. Cela deviendra le site constitutif de la basilique Notre-Dame-de-la-Garde.
La construction d'une forteresse est un acte politique. Il s'inscrit dans le cas du château d'If dans un projet plus vaste de contrôle des côtes provençales : Marseille est au XVIe siècle « la plus belle fenêtre du royaume de France en Méditerranée du Nord ». Le principal atout de l'édifice est sa situation au centre de la rade Nord de Marseille sur des routes de navigation les plus fréquentées. Il permet de défendre la ville contre les flottes espagnoles, les navires turcs ou les incursions de pirates barbaresques, et protéger les galères royales qui mouillent dans le Vieux-Port
Le chantier du château d'If débute à la mi-avril 1529, retardé à cause du mauvais temps. La date de fin de chantier n'est pas connue. La première garnison et son gouverneur sont en place dès 1531. En 1765, cette garnison est composée de trois compagnies de soixante soldats permanents chacune, dont dix détachés à Pomègues et dix à Ratonneau. 
Depuis le XVe siècle, l'artillerie mécanique a poussé la fortification médiévale à se doter de murs élevés, de tours rondes et de fossés, mais depuis le milieu du XVIe siècle, la diffusion de l’artillerie à poudre met à mal ce système de défense verticale. Cette période devient ainsi une phase expérimentale dans l'art de fortification : fortification encore médiévale au château d'If (château à tours rondes aux murs épaissis, courtine élevée au niveau du sommet des tours) qui voit cependant apparaître des éléments nouveaux (embrasures à la française, tours couvertes par des terrasses, quatrième tour manquante qui peut être vue comme l'esquisse d'un bastion), forme moderne du bastion au fort Notre-Dame-de-la-Garde.

### Architecture

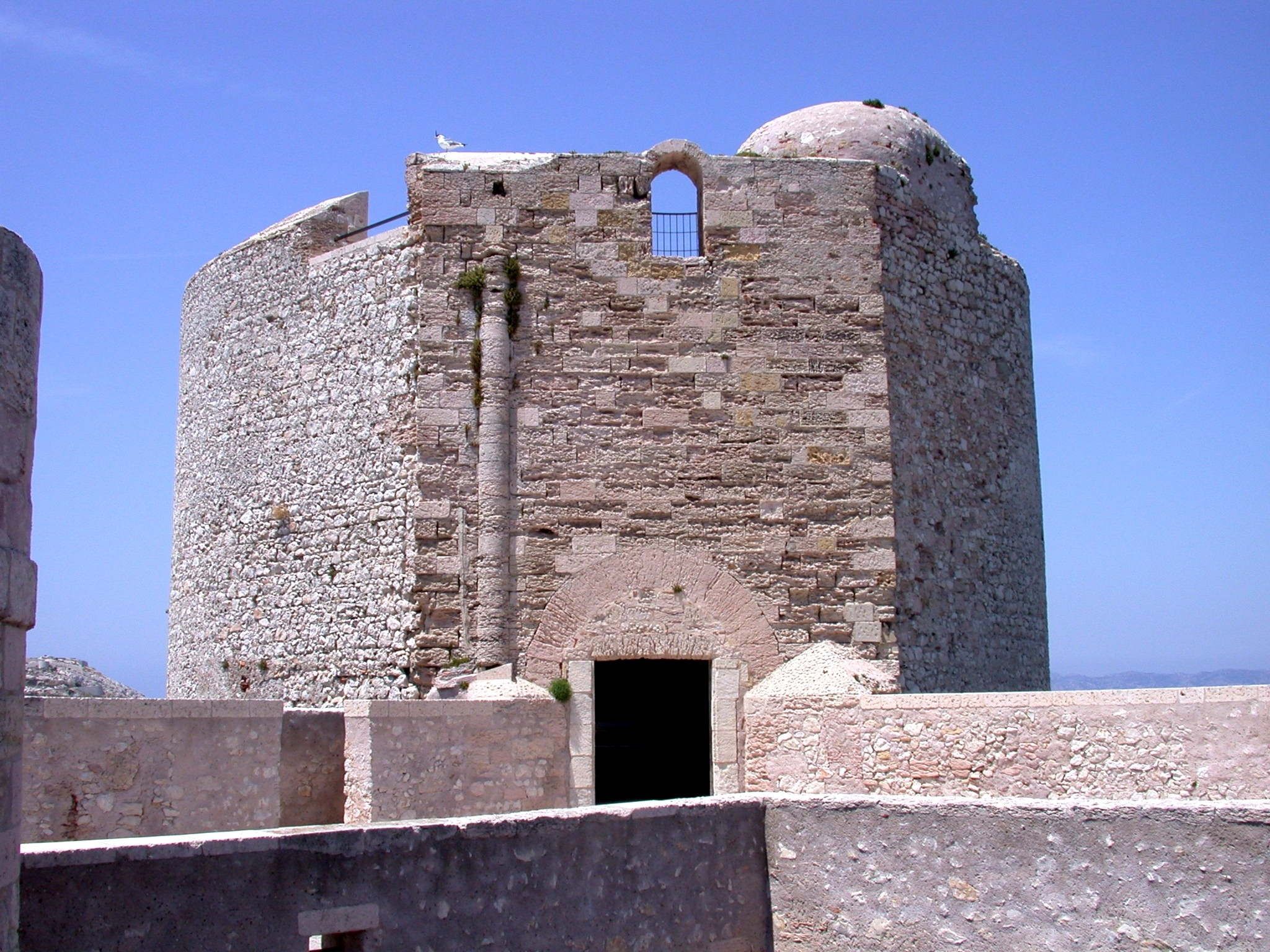
La tour Saint-Christophe vue de la terrasse. La plate-forme sommitale est couronnée d'un parape au profil semi-circulaire conçu pour dévier les boulets par ricochet et ne pas gêner les tirs croisés à l'arquebuse et ensuite au mousquet.

Plan du château d’If.

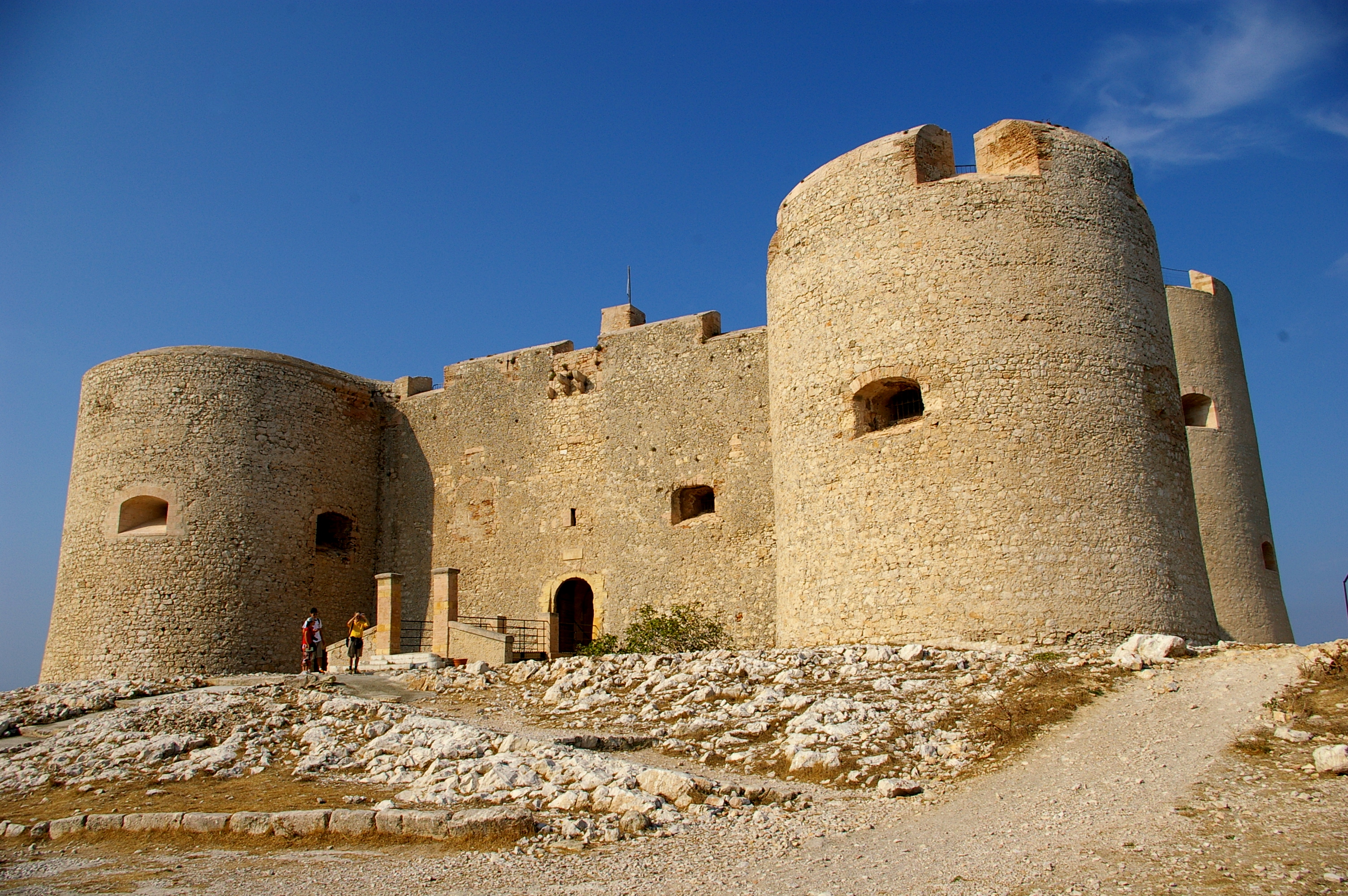
L'unique accès au château se situe au centre de la façade est. Il est précédé d'un pont dormant (remplaçant le pont-levis) au-dessus d'un fossé sec, et défendu par une bretèche.

Le fort a lui-même le plan d'un carré avec des côtés d'une longueur de 28 mètres, flanqué de 3 tours cylindriques constituées de casemates superposées avec des chambres de tir et des embrasures de bouches à feu. Ces tours massives sont détachées des courtines sur les trois quart de leur surface, ce qui les différencie des tours médiévales et préfigure l'idée du bastion. * Les casemates et les embrasures remplacent les archères et les créneaux. La tour Saint-Christophe (1) ou donjon dans le nord-ouest est la plus haute tour (22 m de hauteur) et permet de verrouiller le principal chenal de navigation.
Les tours Saint-Jaume (2) et Maugovert (3) sont à l'opposé au nord-est et au sud-est du fort. Encadrant la porte et reliées par une vaste plateforme d'artillerie, elles sont tournées vers la ville pour la protéger mais aussi la surveiller et contrôler le trafic maritime, ce qui suscite la méfiance des Marseillais, jaloux de leurs droits d'autonomie hérités du Moyen Âge. Ils y voient la première tentative militaire du pouvoir royal d'imposer sa présence en Provence et nomment la forteresse « la Malvoisine » par analogie avec le surnom donné par les Gênois à la tour que le roi de France avait fait édifier pour contrôler leur port. Les tours sont reliées entre elles par une terrasse spacieuse sur deux étages. Le salon et la cuisine sont au rez-de-chaussée, et des casemates se trouvent au premier étage. Les trois tours rassemblaient une puissance de feu considérable, dont l'efficacité réelle a été mise en doute (l'élévation des canons empêchant un tir efficace). Par son aspect imposant, le château d'If avait aussi une importante fonction symbolique et dissuasive.
Les matériaux de construction varient en fonction des ressources locales : calcaire de l'îlot, « pierre du Midi » (calcaire extrait de la carrière de La Couronne qui a servi aux façades de la cour, à ses dalles et à celles de sa terrasse), et pierres de Marseille détruites lors de son siège en 1524, ce qui fit écrire à l'historien Raoul Busquet que le château est un « morceau de Marseille transporté sur un rocher du golfe ».
Lorsque Charles de Casaulx refuse de reconnaître le roi protestant Henri IV et tente de créer en 1591 une république catholique indépendante à Marseille, le comte Nicolas de Beausset, gouverneur du château d'If, fait appel aux troupes florentines. Cantonnées autour de l'île, elles édifient entre 1591 et 1598 une enceinte périphérique bastionnée, juste avant la paix de Vervins qui restitue le château à la France. Un premier réhaussement de cette enceinte est réalisé après leur départ par l'ingénieur pour Henri IV en Provence Raymond de Bonnefons, en 1604, puis une seconde  surélévation est menée sous Louis XIV. Chargé de moderniser l'édifice, Vauban rédige un rapport daté du 11 avril 1701 : très critique envers les travaux antérieurs (à l'exception du château originel), il envisage d'ajouter une quatrième tour face à la mer et fait aménager des batteries côtières basses permettant un tir plus efficace. Considérant que les soldats sont très mal logés, il fait construire un bâtiment des corps de garde situé à droite en sortant de la forteresse (appelé par la suite la caserne Vauban).

### Dissuader les attaques maritimes
À chaque niveau des tours, les canons permettent des tirs fichants ou des tirs plongeants (tirs à démâter les navires avec deux boulets ramés ou chaînés) qui sont peu efficaces en raison de la hauteur de la forteresse. Initiée par Vauban, l'installation de batteries basses sur le cap de Croix de l'île Ratonneau puis le cap d'Ouriou à la pointe Est de lîle de Pomègues, permet des feux rasants sur l'eau (appelés tirs à couler) vers la ligne de flottaison des vaisseaux. 

## Le château-prison

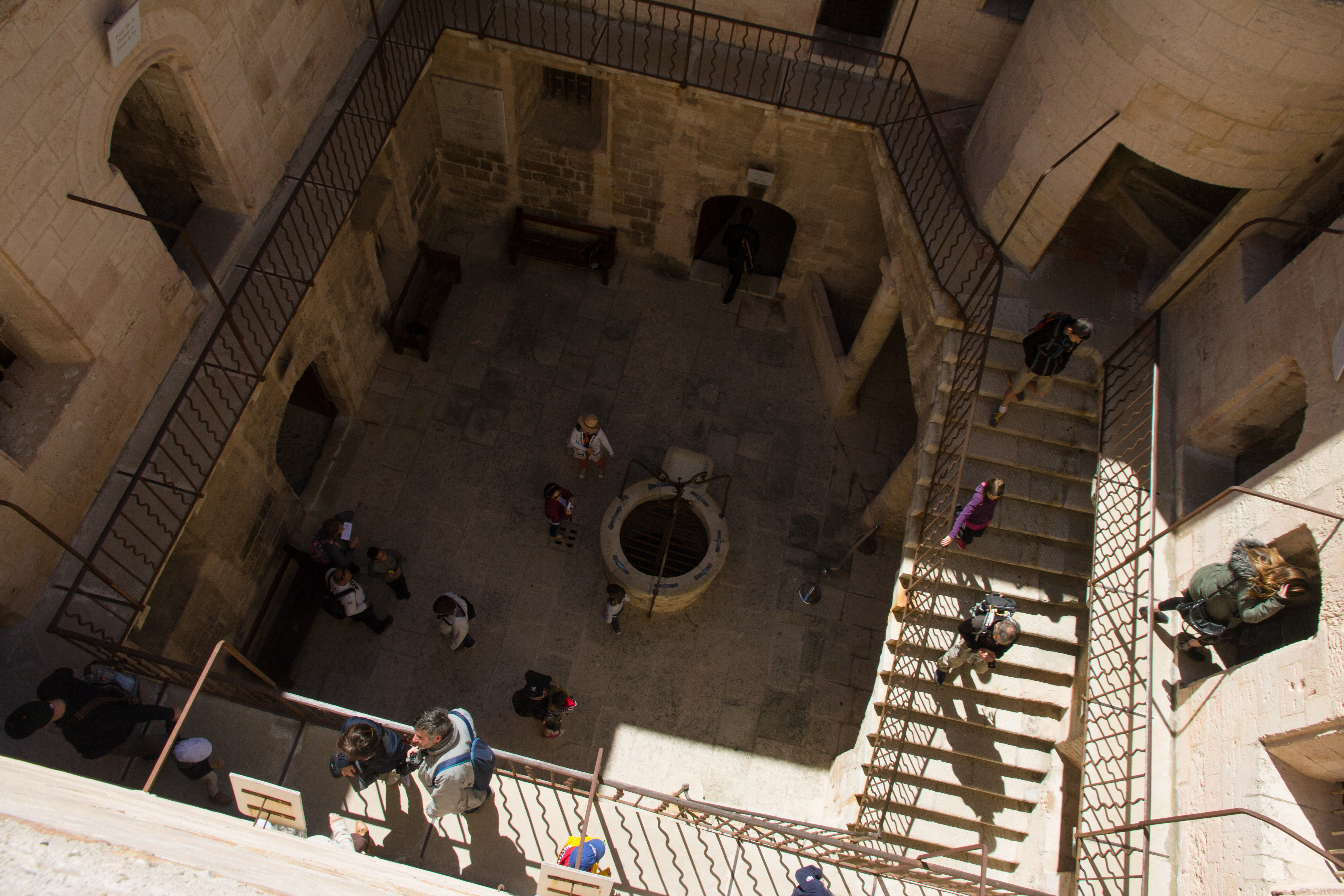
La cour intérieur avec un puits central combiné à son vasque d'ablution, et à l'étage la pistole dite de l'homme au masque de fer.

À partir du XVIe siècle, la forteresse est transformée en prison d'exception. L'espace insulaire favorise la formation d'un « Alcatraz marseillais » avant l'heure, une île-prison qui participe à la mythification de l'isolement cellulaire,. Les premiers prisonniers du château d'If sont enfermés en novembre 1540. Ce sont deux pêcheurs marseillais. La forteresse devient une des plus vieilles prisons d'État dès les années 1580, une « bastille des mers » comme l'abbaye du Mont-Saint-Michel, à l'origine de légendes noires ou roses et « de représentations stéréotypées ancrées dans les mémoires des contemporains ».

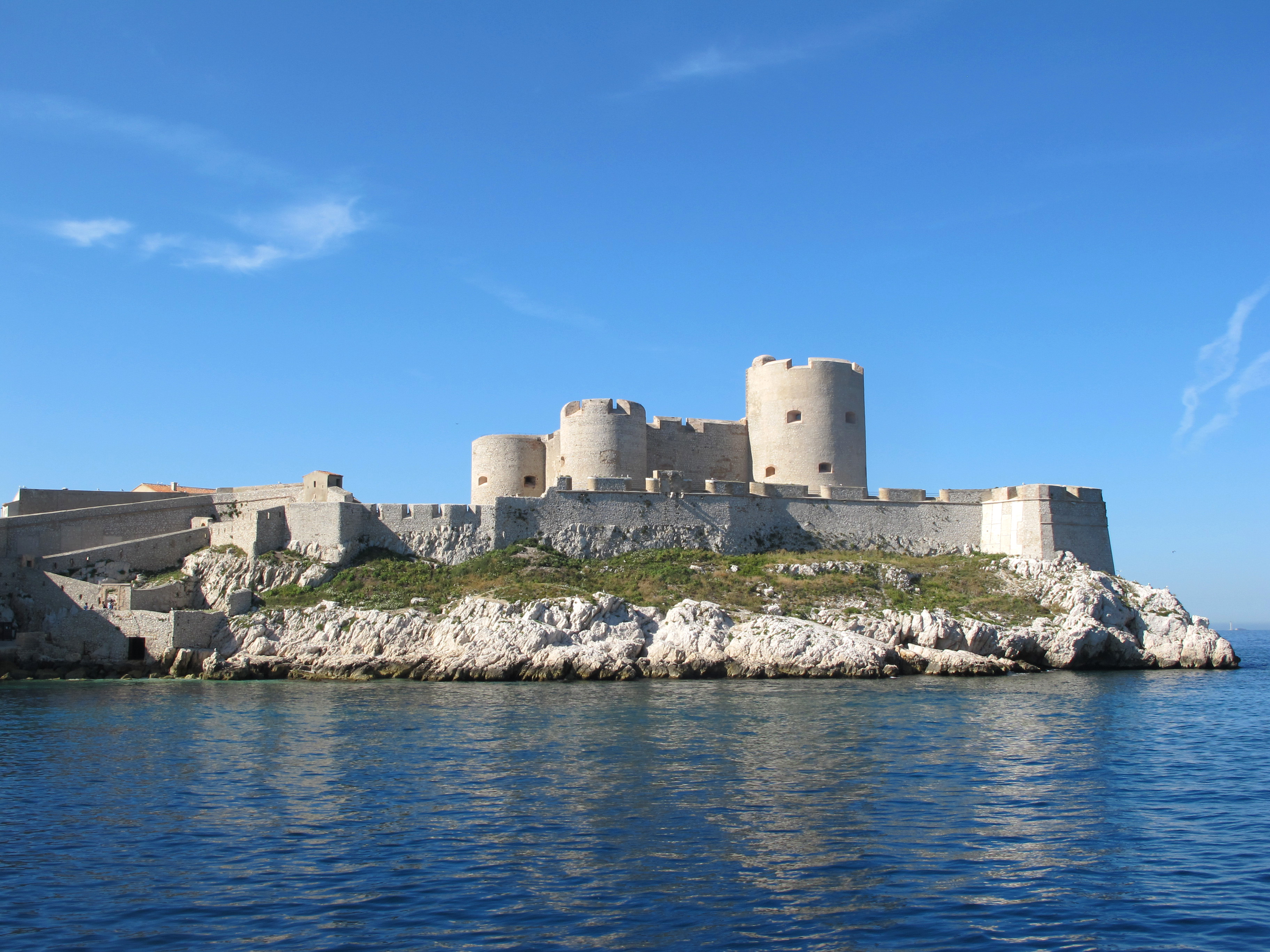
Débarcadère et rampe à gauche et enceinte périphérique dont les cordons soulignent les deux réhaussements.

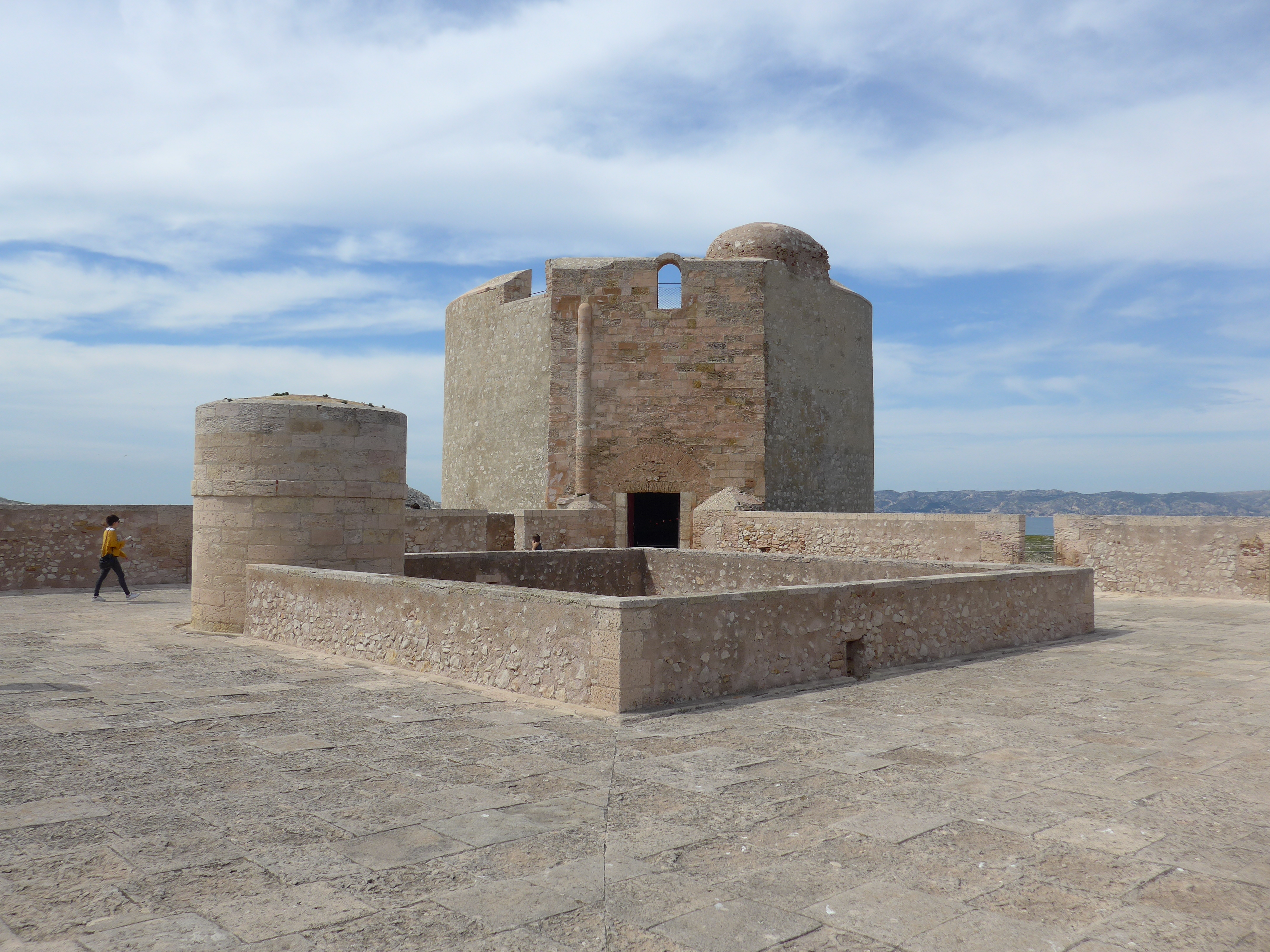
L'alimentation en eau a longtemps été assurée par les eaux pluviales des terrasses collectées par un impluvium au niveau de la plate-forme du premier étage.

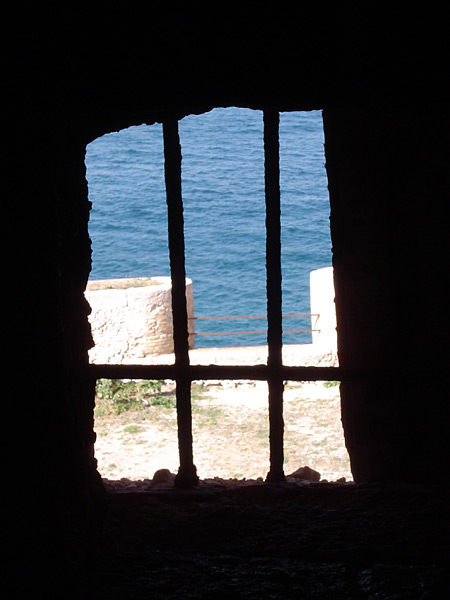
Vue depuis une cellule.

Les conditions de vie dans cette prison montrent une diversité des régimes d'incarcération : les détenus dangereux et indisciplinés sont isolés dans des culs de tour (cachots n'ayant qu'un soupirail dans la voûte donnant dans la partie supérieure de la tour). Les prisonniers qui ont le moins de ressources sont regroupés dans les cellules collectives du rez-de-chaussée, dans lesquelles la promiscuité associée à une hygiène déplorable laisse à ces pailleux (détenus contraints de dormir sur de la paille au sol) une espérance de vie de 9 mois. Les prisonniers fortunés appelés pistoliers peuvent, moyennant finance, louer une cellule individuelle au premier étage, appelée aussi « chambre passable » ou « pistole » (du nom de la monnaie servant au paiement) : plus spacieuses, ces cellules issues de la transformation des casemates au premier étage, ont généralement des fenêtres, des meubles (notamment un lit avec draps et couverture) et une cheminée ; les détenus les plus aisés se voient accorder une meilleure nourriture et des visites dans l'intimité de leur chambre où l'exercice de la sexualité est toléré.
Les graffiti exécutés par les détenus constituent le mémorial des différents occupants du monument depuis le XVIe siècle. 

### Protestants
À partir du XVIIIe siècle, le château d'If sert de prison pour 3 500 protestants arrêtés sur l'ordre du roi après la révocation de l'édit de Nantes (1685), et qui se trouvaient en transit avant d'être enchaînés sur les galères de Marseille jusqu'à leur mort.

### Républicains

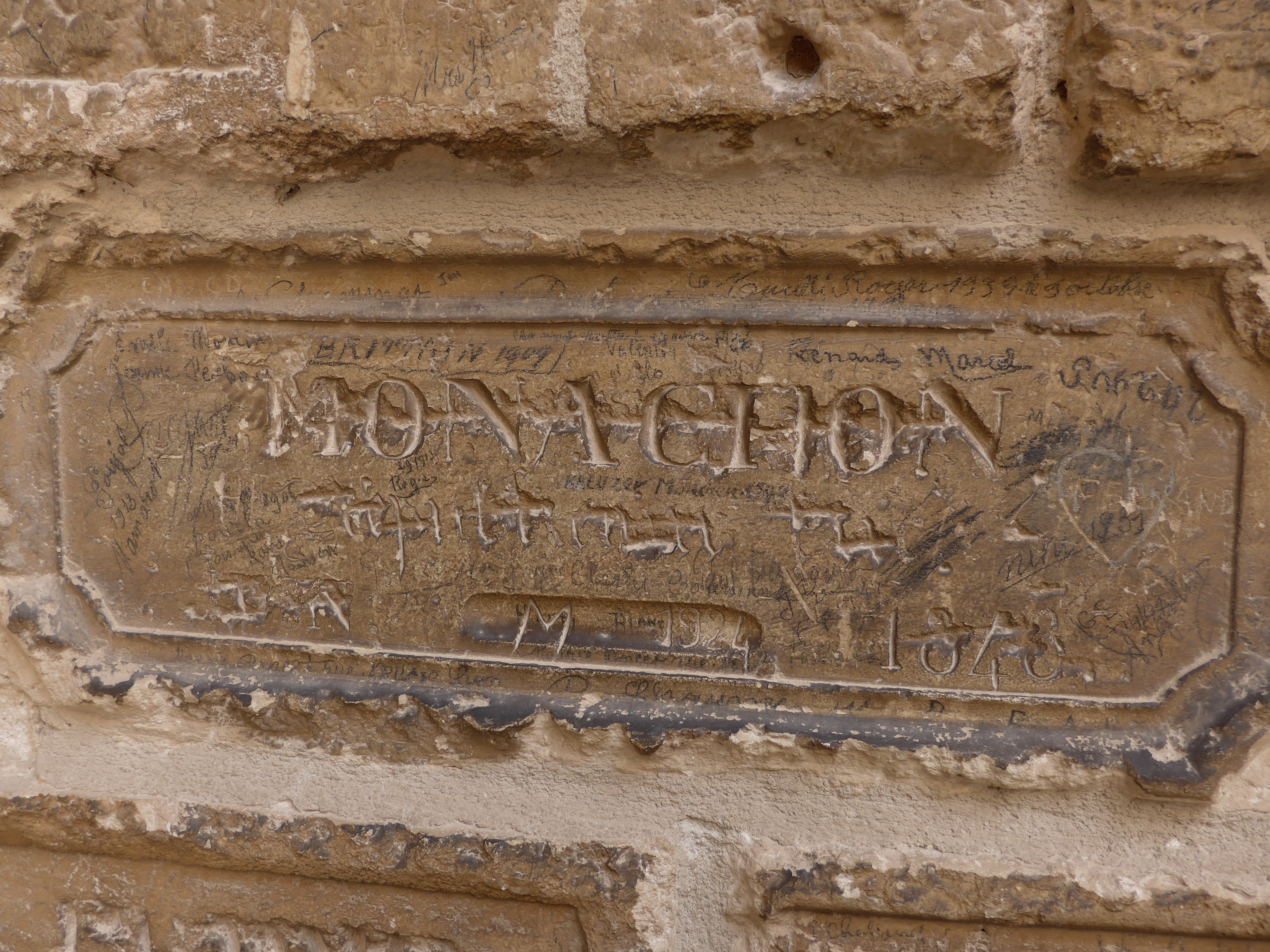
Gravure visiblement autorisée d'un prisonnier de 1848 qui se présente sous la forme d'un panneau rectangulaire bordé d'une moulure.

Cent-vingt personnes sont emprisonnées après les émeutes de la troisième Révolution française de 1848. L'inscription "Hôtel du peuple souverain" qui figure en lettres majuscules au-dessus de l'ancienne porte d'accès à la cour principale, date de cette époque. Une frise longue de 25 m sur deux ou trois bandes horizontales transforme la cour centrale de la prison en mémorial des vaincus de juin 1848 : sur les pierres de ses façades nord, est et sud, on décompte 96 inscriptions de ce mémorial. Pour garder la trace du séjour et offrir un exutoire aux prisonniers d'État afin dé réguler la tension et éviter des mutineries, le préfet cède à la demande des détenus de réaliser ces motifs gravés ou sculptés dont la qualité trahit la présence de tailleurs de pierre (neuf au moins figuraient parmi les détenus politiques de juin 1848). Alors que les graffiti carcéraux sont par essence illicites et ont un caractère anarchique, ceux-ci sont organisés et autorisés par l'institution carcérale qui va même jusqu'à fournir des outils aux prisonniers (ciseau, poinçon),.
Après le coup d'État du 2 décembre 1851, cette forteresse d'État reçoit provisoirement 304 détenus en attente de leur déportation vers le bagne de Maison-Carrée (Algérie) ou celui de Cayenne (Guyane).
D'autres prisonniers politiques y sont également enfermés lors de la chute du Second Empire (1870), comme Gaston Crémieux, fusillé l'année suivante.
Les derniers prisonniers sont des civils alsaciens et lorrains, libérés en septembre 1914.

### Prisonniers renommés
- Philippe de Lorraine, dit le « Chevalier de Lorraine », avant son exil à Rome. En 1670, Henriette d'Angleterre demande au roi Louis XIV d'emprisonner et d'exiler le chevalier amant de son mari Philippe d'Orléans, frère du roi.
- Le commandant du Grand-Saint-Antoine, Jean-Baptiste Chataud, tenu responsable de la peste qui frappa Marseille en mai 1720. Emprisonné en septembre 1720, il est libéré en septembre 1723 quand on s'aperçut que son bateau avait été en quarantaine[33],[34].
- Le comte de Mirabeau, enfermé quelques mois entre 1774 et 1775 sur lettre de cachet à la demande de son père pour le punir de son endettement ses penchants libertins, puis, après avoir séduit la cantinière du château, transféré au fort de Joux[35].
- Le corps du général Jean-Baptiste Kléber assassiné au Caire le 14 juin 1800[36]; Ses restes sont rapportés au château d'If lorsque les troupes françaises quittent l'Égypte en 1801 et où ils restent jusqu'en 1814, dans une quasi-clandestinité.
- Charles d'Hozier qui fait partie des royalistes de la conjuration de Cadoudal, incarcéré dans la forteresse de 1805 à 1814.
- Frédéric Michel de Lajolais, général de brigade de la Révolution française, autre conjuré de Cadoudal incarcéré de 1805 à 1808.
- Fanny Dillon, épouse du général Bertrand, en mars 1815, après avoir quitté l'Île d'Elbe pour rejoindre son mari lors de l'épopée des Cent-Jours[37].
- Louis Auguste Blanqui ; après la Commune de Paris, il est jugé le 15 février 1872, et condamné à la déportation, peine commuée en détention perpétuelle. Il est interné à Clairvaux. En 1877, il est transféré au château d’If. Le 20 avril 1879, il est élu député de Bordeaux, mais son élection est invalidée. Bénéficiant d’une amnistie générale, Blanqui est libéré le 11[38].

## Un monument historique qui favorise le tourisme culturel
Devenue inutile après la guerre franco-allemande de 1870, la forteresse-prison est progressivement délaissée. François Billou, guide au château, raconte : « Dès 1850, les premiers lecteurs affluent vers le site, comme pour un pèlerinage… Les premiers aménagements muséographiques avec les cellules de Dantès et de l’abbé Faria relèvent, selon toute vraisemblance, d’une mise en scène imaginée par les militaires au XIXe siècle siècle dans le seul but de satisfaire la curiosité des lecteurs… Le château et le mur d'escarpe entourant l'îlot ont été classés monuments historiques le 7 juillet 1926. Cet événement va conduire à l’augmentation des touristes, qui pouvaient déjà accéder à l’île grâce à une ligne régulière mise en place en 1890, mais dans un certain inconfort, aucun débarcadère n’ayant encore été bâti sur l’île ». Des aménagements sont alors réalisés pour permettre au public de visiter les cellules vides : édification d'un débarcadère qui reste impraticable dès que se lève le mistral rendant la visite aléatoire, installation d'une buvette au-dessus du quai et d'un café restaurant qui occupe les anciennes casernes.
En 1970, le château d'If et son enceinte passent de la propriété de l'Armée à celle du ministère de la Culture qui en confie la gestion en 1994 au Centre des monuments nationaux, alors que le site était géré depuis 1975 par le CEN PACA, gestionnaire de l'archipel du Frioul. Des navettes assurent la liaison depuis le Vieux-Port. En 2015, le quai d'accostage des navettes maritimes est réaménagé pour renforcer les desertes
Monument payant le plus visité de Marseille, il accueille 100 000 touristes annuels.

## Le château dans la fiction

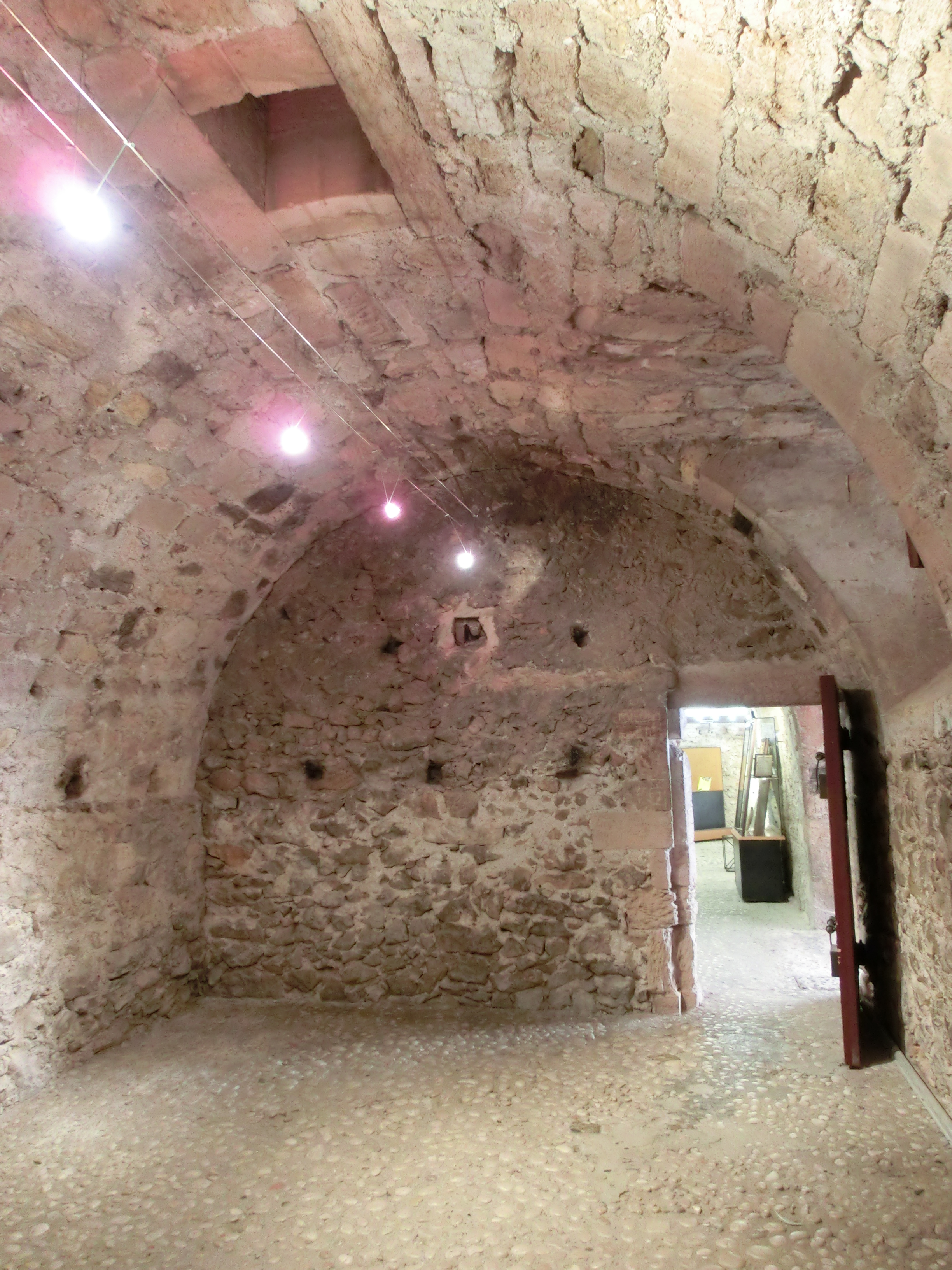
La celllule dite d'Edmond Dantès. Des les premières visites non officielles en 1844, des aménagements muséographiques sont en cours pour les besoins de la légende, notamment le trou creusé par le gardien de prison Grosson pour faire communiquer la cellule avec le cachot dit de l'abbé Faria,.

- Alexandre Dumas fait du château le lieu d'emprisonnement de deux personnages emblématiques de son roman Le Comte de Monte-Cristo. Le héros, Edmond Dantès, est incarcéré dans une cellule puis deux jours après, dans le quartier souterrain des cachots. Avec les ferrures de son lit, l'abbé Faria (personnage fortement inspiré par José Custódio de Faria, prêtre magnétiseur qui a été professeur de philosophie au lycée impérial de Marseille en 1811) creuse une galerie qui le conduit vers le cachot de Dantès. Les deux hommes peuvent dès lors communiquer et se lient d'amitié[48]. L'écrivain engagé qui a participé aux révoltes des Trois Glorieuses, s'intéresse aux conditions de détention des prisonniers, ce qui l'a amené à visiter la forteresse d'If le 10 décembre 1834 lors de son passage à Marseille[49],[50].
- 1971 : scènes tournées pour le film French connection.
- 1979 : scènes tournées pour la série Le Comte de Monte-Cristo.
- 2024 : scènes tournées pour le film Le Comte de Monte-Cristo[51],[52],[53],[note 11].